# Michael Carrick
Michael Adrian Carrick, angleški nogometaš in trener, * 28. julij 1981, Wallsend, Tyne and Wear, Anglija, Združeno kraljestvo.
Carrick je 31. julija 2006 podpisal pogodbo z Manchester Unitedom, ki je zanj Tottenhamu sprva ponudil 10 milijonov funtov. Po tem, ko je Tottenham to ponudbo zavrnil je Manchester ponudil 14 milijonov funtov ter dodatke, ki bi bili odvisni od uspeha kluba in Carrickovih nastopov. Skupna vrednost ponudbe je tako dosegla 18,6 milijonov funtov, po podpisu pogodbe pa je Carrickov prestop postal peti najbolj plačan prestop kakega nogometaša k Manchester Unitedu.